# Pchnięcie kulą

Reprezentant Chińskiego Tajpej Chang Ming-huang podczas konkursu pchnięcia kulą rozegranego w ramach XII Halowych Mistrzostw Świata w Lekkoatletyce w Walencji (2008)

Pchnięcie kulą (lub rzut kulą) – konkurencja lekkoatletyczna, polegająca na wypchnięciu kuli jednorącz z koła o średnicy 2,135 m. Kobiety pchają kulą o masie 4 kg (juniorki młodsze 3 kg), mężczyźni – 7,26 kg, młodzicy 5 kg, juniorzy młodsi (16-17 lat) – 5 kg, juniorzy starsi (18-19 lat) – 6 kg. Kula przed wypchnięciem musi mieć kontakt z szyją zawodnika. Po wykonaniu pchnięcia zawodnik musi opuścić koło jego tylną częścią, w przeciwnym wypadku pchnięcie nie zostanie uznane. Ponadto kula musi paść w obszar wycinka koła o kącie 34,92 stopni.
Stosowane są dwie podstawowe techniki pchnięcia kulą:
- z doskoku – zawodnik ustawia się tyłem do kierunku pchnięcia i wykonuje „doślizg” do progu, skręt biodra i wypchnięcie kuli,
- obrotowa – zawodnik wykonuje obrót (podobny do tego w rzucie dyskiem) zakończony wypchnięciem kuli.

Odległość mierzy się wzdłuż linii przechodzącej przez środek koła i ślad kuli, od wewnętrznej krawędzi progu do najbliższej krawędzi śladu.
Pchnięcie kulą jest w programie olimpijskim od pierwszych nowożytnych igrzysk olimpijskich w 1896.

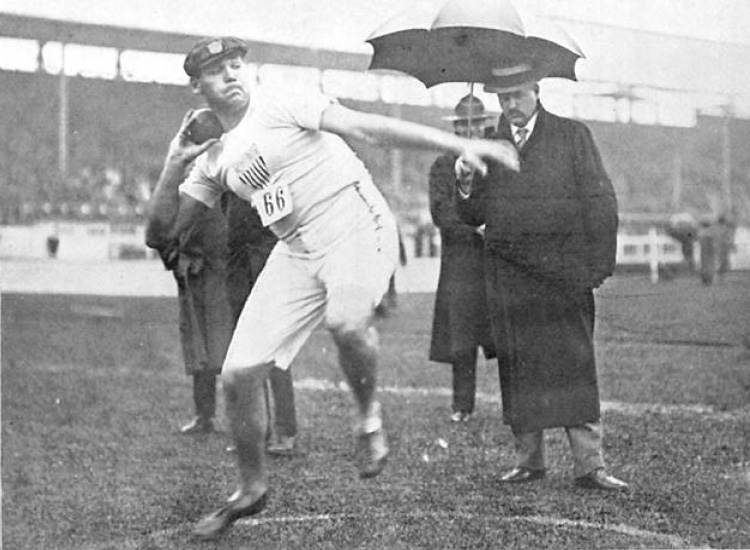
Ralph Rose wykonujący pchnięcie kulą, rok 1908

## Najlepsi zawodnicy wszech czasów

### mężczyźni
Poniższa tabela przedstawia listę 10 najlepszych kulomiotów w historii tej konkurencji (stan na 14 września 2024).
zobacz więcej na stronach World Athletics (ang.)

### kobiety
Poniższa tabela przedstawia listę 10 najlepszych kulomiotek w historii tej konkurencji (stan na 10 sierpnia 2021).
zobacz więcej na stronach World Athletics (ang.)

## Najlepsi zawodnicy wszech czasów w hali

### mężczyźni
Poniższa tabela przedstawia listę 10 najlepszych kulomiotów w hali w historii tej konkurencji (stan na dzień 1 marca 2024 roku).
zobacz więcej na stronach World Athletics (ang.)

### kobiety
Poniższa tabela przedstawia listę 10 najlepszych kulomiotek w hali w historii tej konkurencji (stan na 10 sierpnia 2021).
zobacz więcej na stronach World Athletics (ang.)

## Chronologia rekordu świata w pchnięciu kulą

### Mężczyźni[3]
| Wynik   | Zawodnik              | Reprezentacja     | Data                     | Miejsce         |
| ------- | --------------------- | ----------------- | ------------------------ | --------------- |
| 15,54 m | Ralph Rose            | Stany Zjednoczone | 21 sierpnia 1909(dts)    | San Francisco   |
| 15,79 m | Emil Hirschfeld       | Niemcy            | 6 maja 1928(dts)         | Breslau         |
| 15,87 m | John Kuck             | Stany Zjednoczone | 29 lipca 1928(dts)       | Amsterdam       |
| 16,04 m | Emil Hirschfeld       | Niemcy            | 26 sierpnia 1928(dts)    | Bochum          |
| 16,04 m | František Douda       | Czechosłowacja    | 4 października 1931(dts) | Brno            |
| 16,05 m | Zygmunt Heljasz       | Polska            | 29 czerwca 1932(dts)     | Poznań          |
| 16,16 m | Leo Sexton            | Stany Zjednoczone | 27 sierpnia 1932(dts)    | Freeport        |
| 16,20 m | František Douda       | Czechosłowacja    | 24 września 1932(dts)    | Praga           |
| 16,48 m | John Lyman            | Stany Zjednoczone | 21 kwietnia 1934(dts)    | Palo Alto       |
| 16,80 m | Jack Torrance         | Stany Zjednoczone | 27 kwietnia 1934(dts)    | Des Moines      |
| 16,89 m | Jack Torrance         | Stany Zjednoczone | 30 czerwca 1934(dts)     | Milwaukee       |
| 17,40 m | Jack Torrance         | Stany Zjednoczone | 5 sierpnia 1934(dts)     | Oslo            |
| 17,68 m | Charlie Fonville      | Stany Zjednoczone | 17 kwietnia 1948(dts)    | Lawrence        |
| 17,79 m | Jim Fuchs             | Stany Zjednoczone | 28 lipca 1949(dts)       | Oslo            |
| 17,82 m | Jim Fuchs             | Stany Zjednoczone | 29 kwietnia 1950(dts)    | Los Angeles     |
| 17,90 m | Jim Fuchs             | Stany Zjednoczone | 20 sierpnia 1950(dts)    | Visby           |
| 17,95 m | Jim Fuchs             | Stany Zjednoczone | 22 sierpnia 1950(dts)    | Eskilstuna      |
| 18,00 m | Parry O’Brien         | Stany Zjednoczone | 9 maja 1953(dts)         | Fresno          |
| 18,04 m | Parry O’Brien         | Stany Zjednoczone | 5 czerwca 1953(dts)      | Compton         |
| 18,42 m | Parry O’Brien         | Stany Zjednoczone | 8 maja 1954(dts)         | Los Angeles     |
| 18,43 m | Parry O’Brien         | Stany Zjednoczone | 21 maja 1954(dts)        | Los Angeles     |
| 18,54 m | Parry O’Brien         | Stany Zjednoczone | 11 czerwca 1954(dts)     | Los Angeles     |
| 18,62 m | Parry O’Brien         | Stany Zjednoczone | 5 maja 1956(dts)         | Salt Lake City  |
| 18,69 m | Parry O’Brien         | Stany Zjednoczone | 15 czerwca 1956(dts)     | Los Angeles     |
| 19,06 m | Parry O’Brien         | Stany Zjednoczone | 3 września 1956(dts)     | Eugene          |
| 19,25 m | Parry O’Brien         | Stany Zjednoczone | 1 listopada 1956(dts)    | Los Angeles     |
| 19,25 m | Dallas Long           | Stany Zjednoczone | 28 marca 1959(dts)       | Santa Barbara   |
| 19,30 m | Parry O’Brien         | Stany Zjednoczone | 1 sierpnia 1959(dts)     | Albuquerque     |
| 19,38 m | Dallas Long           | Stany Zjednoczone | 5 marca 1960(dts)        | Los Angeles     |
| 19,45 m | Bill Nieder           | Stany Zjednoczone | 19 marca 1960(dts)       | Palo Alto       |
| 19,67 m | Dallas Long           | Stany Zjednoczone | 26 marca 1960(dts)       | Los Angeles     |
| 19,99 m | Bill Nieder           | Stany Zjednoczone | 2 kwietnia 1960(dts)     | Austin          |
| 20,06 m | Bill Nieder           | Stany Zjednoczone | 12 sierpnia 1960(dts)    | Walnut          |
| 20,08 m | Dallas Long           | Stany Zjednoczone | 18 maja 1962(dts)        | Los Angeles     |
| 20,10 m | Dallas Long           | Stany Zjednoczone | 4 kwietnia 1964(dts)     | Los Angeles     |
| 20,20 m | Dallas Long           | Stany Zjednoczone | 29 maja 1964(dts)        | Los Angeles     |
| 20,68 m | Dallas Long           | Stany Zjednoczone | 25 lipca 1964(dts)       | Los Angeles     |
| 21,52 m | Randy Matson          | Stany Zjednoczone | 8 maja 1965(dts)         | College Station |
| 21,78 m | Randy Matson          | Stany Zjednoczone | 22 kwietnia 1967(dts)    | College Station |
| 21,82 m | Al Feuerbach          | Stany Zjednoczone | 5 maja 1973(dts)         | San Jose        |
| 21,85 m | Terry Albritton       | Stany Zjednoczone | 21 lutego 1976(dts)      | Honolulu        |
| 22,00 m | Aleksandr Barysznikow | ZSRR              | 10 lipca 1976(dts)       | Colombes        |
| 22,15 m | Udo Beyer             | NRD               | 6 lipca 1978(dts)        | Göteborg        |
| 22,22 m | Udo Beyer             | NRD               | 25 czerwca 1983(dts)     | Los Angeles     |
| 22,62 m | Ulf Timmermann        | NRD               | 22 września 1985(dts)    | Berlin          |
| 22,64 m | Udo Beyer             | NRD               | 20 sierpnia 1986(dts)    | Berlin          |
| 22,72 m | Alessandro Andrei     | Włochy            | 12 sierpnia 1987(dts)    | Viareggio       |
| 22,84 m | Alessandro Andrei     | Włochy            | 12 sierpnia 1987(dts)    | Viareggio       |
| 22,91 m | Alessandro Andrei     | Włochy            | 12 sierpnia 1987(dts)    | Viareggio       |
| 23,06 m | Ulf Timmermann        | NRD               | 22 maja 1988(dts)        | Chania          |
| 23,12 m | Randy Barnes          | Stany Zjednoczone | 20 maja 1990(dts)        | Westwood        |
| 23,37 m | Ryan Crouser          | Stany Zjednoczone | 18 czerwca 2021(dts)     | Eugene          |
| 23,56 m | Ryan Crouser          | Stany Zjednoczone | 27 maja 2023(dts)        | Los Angeles     |

### Kobiety[4]
| Wynik   | Zawodniczka             | Reprezentacja  | Data                      | Miejsce             |
| ------- | ----------------------- | -------------- | ------------------------- | ------------------- |
| 10,15 m | Violette Gouraud-Morris | Francja        | 14 lipca 1924(dts)        | Paryż               |
| 10,84 m | Ruth Lange              | Niemcy         | 28 maja 1927(dts)         | Praga               |
| 11,32 m | Ruth Lange              | Niemcy         | 6 sierpnia 1927(dts)      | Breslau             |
| 11,52 m | Ruth Lange              | Niemcy         | 3 czerwca 1928(dts)       | Berlin              |
| 11,96 m | Grete Heublein          | Niemcy         | 15 lipca 1928(dts)        | Berlin              |
| 12,85 m | Grete Heublein          | Niemcy         | 21 lipca 1929(dts)        | Frankfurt nad Menem |
| 12,88 m | Grete Heublein          | Niemcy         | 28 czerwca 1931(dts)      | Paryż               |
| 13,70 m | Grete Heublein          | Niemcy         | 16 sierpnia 1931(dts)     | Bielefeld           |
| 14,38 m | Gisela Mauermayer       | III Rzesza     | 15 lipca 1934(dts)        | Warszawa            |
| 14,59 m | Tatjana Siewriukowa     | ZSRR           | 4 sierpnia 1948(dts)      | Moskwa              |
| 14,86 m | Kławdija Toczonowa      | ZSRR           | 30 października 1949(dts) | Tbilisi             |
| 15,02 m | Anna Andriejewa         | ZSRR           | 9 listopada 1950(dts)     | Ploești             |
| 15,28 m | Galina Zybina           | ZSRR           | 26 lipca 1952(dts)        | Helsinki            |
| 15,37 m | Galina Zybina           | ZSRR           | 20 września 1952(dts)     | Frunze              |
| 15,42 m | Galina Zybina           | ZSRR           | 1 października 1952(dts)  | Frunze              |
| 16,20 m | Galina Zybina           | ZSRR           | 9 października 1953(dts)  | Malmö               |
| 16,28 m | Galina Zybina           | ZSRR           | 14 września 1954(dts)     | Kijów               |
| 16,29 m | Galina Zybina           | ZSRR           | 5 września 1955(dts)      | Leningrad           |
| 16,67 m | Galina Zybina           | ZSRR           | 15 listopada 1955(dts)    | Tbilisi             |
| 16,76 m | Galina Zybina           | ZSRR           | 13 października 1956(dts) | Taszkent            |
| 17,25 m | Tamara Press            | ZSRR           | 26 kwietnia 1959(dts)     | Nalczyk             |
| 17,42 m | Tamara Press            | ZSRR           | 16 lipca 1960(dts)        | Moskwa              |
| 17,78 m | Tamara Press            | ZSRR           | 13 sierpnia 1960(dts)     | Moskwa              |
| 18,55 m | Tamara Press            | ZSRR           | 10 czerwca 1962(dts)      | Lipsk               |
| 18,55 m | Tamara Press            | ZSRR           | 12 września 1962(dts)     | Belgrad             |
| 18,59 m | Tamara Press            | ZSRR           | 19 września 1965(dts)     | Kassel              |
| 18,67 m | Nadieżda Cziżowa        | ZSRR           | 28 kwietnia 1968(dts)     | Soczi               |
| 18,87 m | Margitta Gummel         | NRD            | 22 września 1968(dts)     | Frankfurt nad Odrą  |
| 19,07 m | Margitta Gummel         | NRD            | 20 października 1968(dts) | Meksyk              |
| 19,61 m | Margitta Gummel         | NRD            | 20 października 1968(dts) | Meksyk              |
| 19,72 m | Nadieżda Cziżowa        | ZSRR           | 30 maja 1969(dts)         | Moskwa              |
| 20,09 m | Nadieżda Cziżowa        | ZSRR           | 13 lipca 1969(dts)        | Chorzów             |
| 20,10 m | Margitta Gummel         | NRD            | 11 września 1969(dts)     | Berlin              |
| 20,10 m | Nadieżda Cziżowa        | ZSRR           | 16 września 1969(dts)     | Ateny               |
| 20,43 m | Nadieżda Cziżowa        | ZSRR           | 16 września 1969(dts)     | Ateny               |
| 20,43 m | Nadieżda Cziżowa        | ZSRR           | 29 sierpnia 1971(dts)     | Moskwa              |
| 20,63 m | Nadieżda Cziżowa        | ZSRR           | 19 maja 1972(dts)         | Soczi               |
| 21,03 m | Nadieżda Cziżowa        | ZSRR           | 7 września 1972(dts)      | Monachium           |
| 21,20 m | Nadieżda Cziżowa        | ZSRR           | 28 sierpnia 1973(dts)     | Lwów                |
| 21,45 m | Nadieżda Cziżowa        | ZSRR           | 29 września 1973(dts)     | Warna               |
| 21,57 m | Helena Fibingerová      | Czechosłowacja | 21 września 1974(dts)     | Gottwaldov          |
| 21,60 m | Marianne Adam           | NRD            | 6 sierpnia 1975(dts)      | Berlin              |
| 21,67 m | Marianne Adam           | NRD            | 30 maja 1976(dts)         | Karl-Marx-Stadt     |
| 21,87 m | Iwanka Christowa        | Bułgaria       | 3 lipca 1976(dts)         | Bełmeken            |
| 21,89 m | Iwanka Christowa        | Bułgaria       | 4 lipca 1976(dts)         | Bełmeken            |
| 21,99 m | Helena Fibingerová      | Czechosłowacja | 26 września 1976(dts)     | Opawa               |
| 22,32 m | Helena Fibingerová      | Czechosłowacja | 20 sierpnia 1977(dts)     | Nitra               |
| 22,36 m | Ilona Slupianek         | NRD            | 2 maja 1980(dts)          | Celje               |
| 22,45 m | Ilona Slupianek         | NRD            | 11 maja 1980(dts)         | Poczdam             |
| 22,53 m | Natalja Lisowska        | ZSRR           | 27 maja 1984(dts)         | Soczi               |
| 22,60 m | Natalja Lisowska        | ZSRR           | 7 czerwca 1987(dts)       | Moskwa              |
| 22,63 m | Natalja Lisowska        | ZSRR           | 7 czerwca 1987(dts)       | Moskwa              |

## Polscy kulomioci

### mężczyźni
- Józef Baran-Bilewski
- Zygmunt Heljasz – rekordzista świata: 16,05 m w 1932,
- Mieczysław Łomowski
- Tadeusz Krzyżanowski
- Józef Auksztulewicz
- Alfred Sosgórnik
- Eugeniusz Kwiatkowski
- Władysław Komar – mistrz olimpijski z Monachium (1972),
- Edmund Antczak
- Mieczysław Bręczewski
- Mieczysław Kropelnicki
- Janusz Gassowski
- Edward Sarul – mistrz świata z Helsinek (1983),
- Helmut Krieger
- Eugeniusz Bałło
- Piotr Perżyło
- Leszek Śliwa
- Tomasz Majewski – dwukrotny mistrz olimpijski z Pekinu (2008) oraz Londynu (2012),
- Jakub Giża
- Krzysztof Krzywosz
- Mateusz Mikos
- Krzysztof Brzozowski
- Jakub Szyszkowski
- Konrad Bukowiecki
- Michał Haratyk – aktualny rekordzista Polski (22,32 m)
- Szymon Mazur
- Leszek Gajdziński

### kobiety
- Halina Konopacka
- Sonia Lewin
- Genowefa Cejzik
- Wanda Jasieńska
- Wanda Flakowicz
- Magdalena Breguła
- Ludwika Chewińska
- Beata Habrzyk
- Małgorzata Wolska
- Krystyna Zabawska
- Katarzyna Żakowicz
- Magdalena Sobieszek

## Polscy medaliści wielkich imprez
| złote medale |
| ------------ |

- Władysław Komar – Igrzyska Olimpijskie, Monachium 1972
- Edward Sarul – Mistrzostwa Świata, Helsinki 1983
- Michał Hodun – Mistrzostwa Europy Juniorów, Grosseto 2001
- Krystyna Zabawska – Igrzyska Frankofońskie, Ottawa 2001
- Jakub Giża – Gimnazjada, Caen 2002
- Tomasz Majewski – Uniwersjada, Izmir 2005
- Jakub Giża – Młodzieżowe Mistrzostwa Europy, Debreczyn 2007
- Tomasz Majewski – Igrzyska Olimpijskie, Pekin 2008
- Tomasz Majewski – Halowe Mistrzostwa Europy, Turyn 2009
- Tomasz Majewski – Mistrzostwa Europy w Lekkoatletyce, Barcelona 2010
- Tomasz Majewski – Igrzyska Olimpijskie, Londyn 2012
- Konrad Bukowiecki – Olimpijski Festiwal Młodzieży Europy, Utrecht 2013
- Jakub Szyszkowski – Młodzieżowe Mistrzostwa Europy, Tampere 2013
- Jakub Szyszkowski – Mistrzostwa Europy Wojskowych, Warendorf 2013
- Konrad Bukowiecki – Mistrzostwa Świata Juniorów, Eugene 2014
- Konrad Bukowiecki – Igrzyska Olimpijskie Młodzieży, Nankin 2014
- Konrad Bukowiecki – Mistrzostwa Europy Juniorów, Eskilstuna 2015
- Konrad Bukowiecki – Mistrzostwa Świata Juniorów, Bydgoszcz 2016
- Konrad Bukowiecki – Halowe Mistrzostwa Europy, Belgrad 2017
- Konrad Bukowiecki – Młodzieżowe Mistrzostwa Europy, Bydgoszcz 2017

| srebrne medale |
| -------------- |

- Witold Gerutto – Akademickie Mistrzostwa Świata, Monte Carlo 1939
- Anna Cieślewicz – Światowe Igrzyska Studentów UIE, Praga 1947
- Edmund Piątkowski – Światowe Igrzyska Studentów UIE, Helsinki 1962
- Jarosław Grabowski – Europejskie Igrzyska Juniorów, Warszawa 1964
- Władysław Komar – Europejskie Igrzyska Halowe, Madryt 1968
- Władysław Komar – Halowe Mistrzostwa Europy, Grenoble 1972
- Ludwika Chewińska – Halowe Mistrzostwa Europy, Rotterdam 1973
- Władysław Komar – Halowe Mistrzostwa Europy, Mediolan 1978
- Andrzej Krawczyk – Olimpijskie Dni Młodzieży Europy, Valkenswaard 1993
- Krystyna Zabawska – Halowe Mistrzostwa Świata, Maebashi 1999
- Tomasz Chrzanowski – Mistrzostwa Europy Juniorów, Ryga 1999
- Magdalena Sobieszek – Mistrzostwa Świata Juniorów Młodszych, Sherbrooke 2003
- Jakub Giża – Mistrzostwa Świata Juniorów, Grosseto 2004
- Krystyna Zabawska – Halowe Mistrzostwa Europy, Madryt 2005
- Krzysztof Brzozowski – Mistrzostwa świata juniorów młodszych, Bressanone 2009
- Tomasz Majewski – Mistrzostwa Świata w Lekkoatletyce, Berlin 2009
- Szymon Mazur – Mistrzostwa świata juniorów młodszych, Cali 2015
- Michał Haratyk – Mistrzostwa Europy, Amsterdam 2016

| brązowe medale |
| -------------- |

- Halina Konopacka – Światowe Igrzyska Kobiet, Göteborg 1926
- Wanda Flakowicz – Mistrzostwa Europy, Wiedeń 1938
- Edward Adamczyk – Światowe Igrzyska Studentów UIE, Praga 1947
- Alfred Sosgórnik – Mistrzostwa Europy, Belgrad 1962
- Władysław Komar – Mistrzostwa Europy, Budapeszt 1966
- Władysław Komar – Europejskie Igrzyska Halowe, Praga 1967
- Władysław Komar – Mistrzostwa Europy, Helsinki  1971
- Leszek Gajdziński – Uniwersjada, Moskwa 1973
- Mieczysław Bręczewski – Mistrzostwa Europy Juniorów, Duisburg 1973
- Władysław Komar – Halowe Mistrzostwa Europy, San Sebastián 1977
- Tomasz Chrzanowski – Mistrzostwa Świata Juniorów, Santiago de Chile 2000
- Katarzyna Żakowicz – Uniwersjada, Pekin 2001
- Leszek Śliwa – Młodzieżowe Mistrzostwa Europy, Amsterdam 2001
- Krystyna Zabawska – Igrzyska Dobrej Woli, Brisbane 2001
- Leszek Śliwa – Światowe Igrzyska Wojskowych, Katania 2003
- Magdalena Sobieszek – Europejski Festiwal Młodzieży, Paryż 2003
- Magdalena Sobieszek – Mistrzostwa Europy Juniorów, Kowno 2005
- Magdalena Sobieszek – Uniwersjada, Bangkok 2007
- Tomasz Majewski – Halowe Mistrzostwa Świata, Walencja 2008
- Krzysztof Krzywosz – Uniwersjada, Belgrad 2009
- Mateusz Mikos – Młodzieżowe Mistrzostwa Europy, Kowno 2009
- Tomasz Majewski – Mistrzostwa Europy, Zurych 2014

## Polscy finaliści olimpijscy (1-8)

### mężczyźni
- 1. Władysław Komar 21,18 1972
- 1. Tomasz Majewski 21,51 2008
- 1. Tomasz Majewski 21,89 2012
- 4. Mieczysław Łomowski 15,43 1948
- 6. Alfred Sosgórnik 17,57 1960
- 6. Władysław Komar 19,28 1968
- 6. Tomasz Majewski 20,72 2016

### kobiety
- 5. Krystyna Zabawska 19,18 2000
- 6. Krystyna Zabawska 18,64 2004

## Polscy finaliści mistrzostw świata (1-8)

### mężczyźni
- 1. Edward Sarul 21,39 1983
- 2. Tomasz Majewski 21,91 2009
- 5. Tomasz Majewski 20,87 2007
- 6. Tomasz Majewski 20,98 2013
- 6. Tomasz Majewski 20,82 2015
- 6. Konrad Bukowiecki 21,46 2019

### kobiety
- 6. Krystyna Zabawska 18,62 2003
- 8. Krystyna Zabawska 17,83 1997
- 8. Krystyna Zabawska 18,12 1999

## Polacy w dziesiątkach światowych tabel rocznych
| Mężczyźni | Kobiety |
| --- | --- |
| - 1932 – 4. Zygmunt Heljasz, 16,05 - 1933 – 3. Zygmunt Heljasz, 15,94 - 1934 – 6. Zygmunt Heljasz, 15,84 - 1938 – 7. Witold Gerutto, 15,87 - 1961 – 7. Alfred Sosgórnik, 18,58 - 1963 – 3. Alfred Sosgórnik, 19,24 - 1963 – 9. Władysław Komar, 18,81 - 1964 – 3. Władysław Komar, 19,50 - 1966 – 6. Władysław Komar, 19,61 - 1970 – 6. Władysław Komar, 20,22 - 1971 – 5. Władysław Komar, 20,55 - 1972 – 7. Władysław Komar, 21,18 - 1974 – 9. Władysław Komar, 21,19 - 1977 – 8. Władysław Komar, 20,70 - 1983 – 3. Edward Sarul, 21,68 - 2007 – 10. Tomasz Majewski, 20,87 - 2008 – 5. Tomasz Majewski, 21,51 - 2009 – 2. Tomasz Majewski, 21,95 - 2010 – 8-9. Tomasz Majewski, 21,44 - 2011 – 8. Tomasz Majewski, 21,60 - 2012 – 3. Tomasz Majewski, 21,89 | - 1928 – 8. Halina Konopacka, 10,95 - 1930 – 10. Sonia Lewin, 11,48 - 1931 – 9. Wanda Jasieńska, 11,65 - 1932 – 7. Wanda Jasieńska, 12,00 - 1934 – 9. Jadwiga Wajsówna, 12,09 - 1935 – 9-10. Genowefa Cejzik, 11,85 (h) - 1935 – 9-10. Jadwiga Wajsówna, 11,85 - 1936 – 6. Genowefa Cejzik, 12,14 (h) - 1936 – 7. Jadwiga Wajsówna, 12,12 - 1938 – 4. Wanda Flakowicz, 13,21 - 1938 – 9. Genowefa Cejzik, 12,56 (h) - 1939 – 9. Wanda Flakowicz, 12,73 - 1950 – 7. Magdalena Breguła, 13,50 - 1971 – 10. Ludwika Chewińska, 18,08 - 1972 – 8. Ludwika Chewińska, 19,06 - 1973 – 9. Ludwika Chewińska, 18,82 - 1998 – 6. Krystyna Zabawska, 19,24 - 1999 – 9. Krystyna Zabawska, 19,26 |

## Polacy w rankinguTrack and Field News
| Mężczyźni | Kobiety |
| --- | --- |
| - 1960: 10. Alfred Sosgórnik - 1961: 5. Alfred Sosgórnik - 1962: 8. Alfred Sosgórnik - 1963: 3. Alfred Sosgórnik - 1963: 9. Władysław Komar - 1964: 5. Władysław Komar - 1965: 8. Alfred Sosgórnik - 1966: 8. Władysław Komar - 1968: 9. Władysław Komar - 1970: 6. Władysław Komar - 1971: 4. Władysław Komar - 1972: 2. Władysław Komar - 1974: 9. Władysław Komar - 1977: 5. Władysław Komar - 1978: 10. Władysław Komar - 1983: 1. Edward Sarul - 1988: 7. Helmut Krieger - 2006: 10. Tomasz Majewski - 2007: 7. Tomasz Majewski - 2008: 1. Tomasz Majewski - 2009: 2. Tomasz Majewski - 2010: 4. Tomasz Majewski - 2011: 7. Tomasz Majewski - 2012: 2. Tomasz Majewski - 2013: 6. Tomasz Majewski - 2014: 6. Tomasz Majewski - 2015: 9. Tomasz Majewski - 2016: 6. Konrad Bukowiecki - 2016: 8. Tomasz Majewski | - 1973: 10. Ludwika Chewińska - 1974: 7. Ludwika Chewińska - 1997: 9. Krystyna Zabawska - 1998: 7. Krystyna Zabawska - 1998: 9. Katarzyna Żakowicz - 1999: 4. Krystyna Zabawska - 2000: 5. Krystyna Zabawska - 2002: 10. Krystyna Zabawska - 2003: 8. Krystyna Zabawska - 2004: 5. Krystyna Zabawska |